# Ерік Ламбрехтс
Ерік Ламбрехтс (нар. 17 вересня 1984, Левен, Левен, Бельгія) — бельгійський футбольний арбітр. Судить матчі в Лізі Жупіле з 2012 року. Арбітр ФІФА та УЄФА з 2014 року.

## Суддівська кар'єра
Ерік Ламбрехтс грав у футбол за Кессел-Ло в молодості. Дебютував у Лізі Жупіле 22 січня 2012 року відсудивши матч на найвищому рівні «Локерен» — «Лірс».
У липні 2015 року його призначили судити Суперкубок Бельгії між чемпіоном Гент і володарем кубка Брюгге.
У березні 2017 року уродженець Левена відсудив матч «Рузеларе» — «Антверпен» — матч-відповідь відбіркового турніру за вихід у Лігу Жупілле.
В еврокубках дебютував у сезоні 2014/15 років. Ламбрехтс судив гру попереднього раунду між «Слайго Роверс» і «Русенборг» у Лізі Європи УЄФА 24 липня 2014 року.
1 травня 2019 року Ламбрехтс судив фінал Кубка Бельгії між командами «Гент» і «Мехелен», в якому «Мехелен» виграв з рахунком 1–2. 6 травня 2019 року обраний «Рефері року» на гала-церемонії Pro League у Брюсселі.
У жовтні 2023 року Ламбрехтс був обраний арбітром на матчі Ліги чемпіонів УЄФА. Відсудив свій перший матч 7 листопада 2023 року, коли «Манчестер Сіті» приймав «Янг Бойз».
Ерік Ламбрехтс судив матч Суперкубка Бельгії 2022 року та обслуговував матчі на молодіжному чемпіонаті Європи 2023 року. В травні 2024 року був головним арбітром фіналу Кубка Бельгії 2024 року.